# Guibemantis wattersoni
Espèce
Statut de conservation UICN

 EN B1ab(iii) : En danger
Guibemantis wattersoni est une espèce d'amphibiens de la famille des Mantellidae.

## Répartition et habitat
Cette espèce est endémique du sud-est de Madagascar. On la trouve entre 22 et 840 m d'altitude.
C'est une espèce arboricole qui vit dans la forêt tropicale humide. On la trouve généralement sur les feuilles de Pandanus.

## Reproduction
Elle dépose ses œufs sur les feuilles de Pandanus durant la saison des pluies, entre décembre et mars.

## Publication originale
- Lehtinen, Glaw & Vences, 2011 : Two new plant-breeding frog species (Anura: Mantellidae, Guibemantis) from southeastern Madagascar. Herpetological Journal, vol. 21, p. 95-112.